# Sitka, Aljaska
Sitka je grad, luka i okrug (borough) u američkoj saveznoj državi Aljaski, ima 8 881 stanovnika. 

## Geografska obilježja
Sitka leži na jugoistoku Aljaske na zapadnoj obali otoka Baranof u otočju Alexander, udaljena oko 150 km jugozapadno od Juneaua. Sitka je jedini grad jugoistočne Aljaske koji leži na Pacifiku. 
Sitka ima oceansku klimu prema Köppenovoj klasifikaciji.

## Povijest
Izvorni stanovnici ovoga kraja bili su Indijanci Tlingit, a prvi Europljani koji su doplovili do njega bili su Rusi godine 1741. Njihov prvi guverner Aljaske Aleksandar Baranov dao je u srpnju 1799. izgraditi
utvrdu sv. Mihajlo. Utvrdu su razorili Indijanci Tlingit 1802. godine. Nakon toga je guverner Baranov na istom mjestu 1804. osnovao grad Novoarhangelsk (ruski: Новоaрхангельск) i premjestio upravu Rusko-američke kompanije s otoka Kodiak u novi grad. Svečana primopredaja Aljaske Sjedinjenim Američkim Državama, od dotadašnjih vlasnika (Carske Rusije), održana je u gradu 18. listopada 1867. Poslije toga počelo se rabiti staro indijansko ime za taj lokalitet Sitka, koje znači izvan otoka Shi (Baranof). Postoji i indijansko pleme Sitka.
Sve do 1906. Sitka je bila upravno središte Aljaske, a te godine to je postao Juneau. U doba Drugog svjetskog rata Američka ratna mornarica izgradila je pomorsku bazu, pa je stanovništvo grada u to vrijeme naraslo na oko 40 000 ljudi. Danas se tom bazom služi Američka obalna straža. 

## Gospodarstvo, znamenitosti, obrazovanje
Ribarstvo i konzerviranje riba, eksploatacija šuma i turizam danas su najvažnije gospodarske grane grada. Za ekonomiju grada važna je i bolnica koja je regionalno zdravstveno središte.
U Sitki se nalazi saborna crkva sv.Mihajla, prva ruska pravoslavna crkva izgrađena na tlu Sjeverne Amerike. Izgrađena je 1848., a obnovljena nakon što je izgorjela u požaru 1966. godine.
Sitka je i važno regionalno obrazovno središte, u njoj djeluje kampus Sveučilišta jugoistočne Aljaske i koledž Sheldon Jackson osnovan 1878.
Najveća atrakcija Sitke za turiste je godišnji festival kitova koji se održava u studenom od 1995. godine. Tada stotine turista dođu promatrati godišnju migraciju kitova u Zaljevu Sitka.

## Zanimljivosti
U Sitki je 1853. boravio prvi Hrvat koji je oplovio svijet, Brođanin Tomo Skalica. U putopisima Sitku opisuje kao čvrsti i ruskom posadom proviđeni glavni grad ruske sjeverne Amerike i glavno mjesto tzv. ruske kumpanije, trgovačkog društva koje se koristi i upravlja ruskom Amerikom (Aljaskom) kao Istočnoindijska kompanija istočnom Indijom. Piše da je grad opkoljen čvrstim bedemom i ima oko 1 500 stanovnika koji su Rusi, Finci ili domoroci Aleuti. Uz grad je na zapadnoj strani smještena varoš oko 3 000 domorodaca Aljkuta i Kaloša. Divjaci u toj varoši imaju svoga vođu koji nosi od ruske kompanije darovanu odoru ruskog stožernog časnika, a za uzvrat Rusi traže od njega paziti da domoroci ne napadaju Ruse.

## Vanjske poveznice
- Službene stranice grada
- Sitka